# Nikolaj Vaščuk
Nikolaj Vasiljevič Vaščuk, sovjetski gasilec * 5. junij 1959 Velika Khaicha, Sovjetska zveza † 14. maj 1986 Moskva, Sovjetska zveza.
Vaščuk je bil gasilec 6. neodvisne paravojaške gasilske enote za zaščito mesta Pripjat. Leta 1986 je sodeloval pri gašenju požara v jedrski elektrarni Černobil.

## Biografija
Vaščuk se je rodil 5. junija 1959 v vasi Velikaya Khaicha, v takratni Sovjetski zvezi.
Po opravljeni diplomi je služil kot poveljnik vodstva 6. neodvisne militarizirane gasilske enote direktorata za notranje zadeve Kijevskega izvršnega odbora (varnost v mestu Pripjat). Vaščuk je sodeloval pri gašenju požara v reaktorju 4 jedrske elektrarne Černobil 26. aprila 1986 in bil pri tem izpostavljen veliki dozi sevanja.
Vaščuk je bil najprej hospitaliziran v bolnišnici v Pripjatu, nato pa odpeljan v posebno bolnišnico v Moskvi, kjer je 14. maja 1986 podlegel akutni sevalni bolezni in umrl v starosti 26 let. Pokopan je bil na pokopališču Mitinskoje v Moskvi.